# 平賀成賴
平賀成賴（?—1537年2月6日），日本戰國時代的武將。信濃國佐久郡平賀城城主。父親是大井忠孝。法名玄信。
出身自信濃源氏流小笠原氏的庶流大井氏的庶流岩村田大井氏。繼承岩村田大井氏的一族平賀氏，成為平賀城主。平賀氏在鎌倉時代是源氏門葉清和源氏義光流的名門，不過在鎌倉時代斷絕。此後，在地的氏族改姓平賀。在文安2年（1445年）以後，成為大井氏一族。

## 生平
生年不詳。作為大井氏的先鋒，與甲斐國守護武田信虎相爭。信虎在天文4年（1535年）與諏訪氏達成和睦，並在翌年（1536年），與駿河國的今川義元結成甲駿同盟。10月，在信虎正式侵攻佐久郡後，雖然在海之口城被武田軍包圍，不過堅守長達1個月，令武田軍放棄進攻（『甲陽軍鑑』）。此戰亦是信虎的嫡子晴信（後來的信玄）的初陣，在『軍鑑』中，因為晴信的奇策，成功攻略城池，玄信戰死。武勇受到晴信讚賞，建塚並被供養。而所持的左文字在後來傳至信玄的兒子勝賴。
一般初陣的記事都會被誇大内容，這次進攻海之口的戰事只有『軍鑑』中有記載，而信玄在後世被視為英雄，因此這場戰事本身亦受到質疑，甚至有玄信是虛構人物的説法。

## 外部連結
- 武家家伝＿大井氏 （页面存档备份，存于）